# Glyptothorax sinensis
Glyptothorax sinensis är en fiskart som först beskrevs av Regan, 1908.  Glyptothorax sinensis ingår i släktet Glyptothorax och familjen Sisoridae. IUCN kategoriserar arten globalt som otillräckligt studerad. Inga underarter finns listade i Catalogue of Life.